# Козлов, Сергей Сергеевич (архитектор)
Сергей Сергеевич Козлов (23 декабря 1858  [4 января 1859], Верхний Тагил — 16 [29] января 1905, Санкт-Петербург) — российский архитектор и инженер, работавший в Уфе, Екатеринбурге и Санкт-Петербурге, главный архитектор Екатеринбурга в 1884—1890 годах, епархиальный архитектор Екатеринбурга в 1883—1885 годах.

## Биография
Родился 23 декабря 1858 (4 января 1859) года в селении Верхне-Тагильский завод Екатеринбургского уезда Пермской губернии (ныне — город Верхний Тагил Свердловской области). В 1878 году окончил Екатеринбургскую классическую гимназию и поступил в Институт гражданских инженеров, откуда вышел в 1883 году в звании гражданского инженера 1-го разряда. В этом же году начал работу в уфимском губернском земстве в должности младшего архитектора, принимая участие в постройке дорог, труб, мостов, составлении смет и т. п.
В 1884 году перевёлся в город Екатеринбург на должность городского архитектора. В период 1890—1893 годов занимался частной строительной практикой. Затем в 1893—1895 годах занимал должность екатеринбургского епархиального архитектора; некоторое время вел приисковое дело.
В 1897 году переселился в Санкт-Петербург, где занимался обширной строительной практикой и общественной деятельностью: был действительным членом и членом правления Общества гражданских инженеров, председателем совета старшин Собрания гражданских инженеров. В 1900 году осуществил реконструкцию здания Пассажа на Невском проспекте и стал его управляющим.
Скоропостижно скончался 16 (29) января 1905 г. Как писали в некрологе, «волнения, охватившие столицу 9 января, роковым образом отразились на его судьбе: глубокое нравственное потрясение, испытанное им в столкновении с военными властями, распоряжавшимися охраной здания Пассажа, которым он заведовал в качестве управляющего, — это потрясение, в связи с давнишней болезнью сердца, и привело его к могиле …».

## Основные работы
На Урале:
- различные дорожные сооружения в Уфимской губернии;
- здание епархиального училища и городская водонапорная башня в Екатеринбурге;
- трёхпролётный каменный мост через реку Исеть (1890);
- несколько частных домов в Екатеринбурге и на уральских заводах; в частности — особняка Ф. А. Переяславцева на Вознесенском проспекте (1894);
- здание мужской гимназии в Ирбите (1894);
- составил проекты пристроек к зданиям Екатеринбурга — городской больницы (1885), гостиного двора, городской думы, городского театра (1886—1887)[4]
- множество церковных сооружений, в том числе
  - Введенская церковь в Нижнем Тагиле (1892—1894, перестройка[5]; не сохранилась[6][7])
  - церковь Николая Чудотворца и Анатолия Никомедийского на Висимо-Шайтанском заводе (1889—1895, сохранилась частично[5][8]) в посёлке Висим.
  - церковь Александра Невского в память императора Александра II на 1500 человек в Нижне-Салдинском заводе (около 1895—1905; здание сохранилось[5][9]);
  - Церковь Иоанна Предтечи в городе Реж

В Санкт-Петербурге:
- здание Пассажа (1900);
- здание Главной палаты мер и весов на Забалканском проспекте (1902);
- перестройка дома М. Д. Нирод (урожд. Мухановой) на Литейном проспекте, 28 (1902—1903)[10].

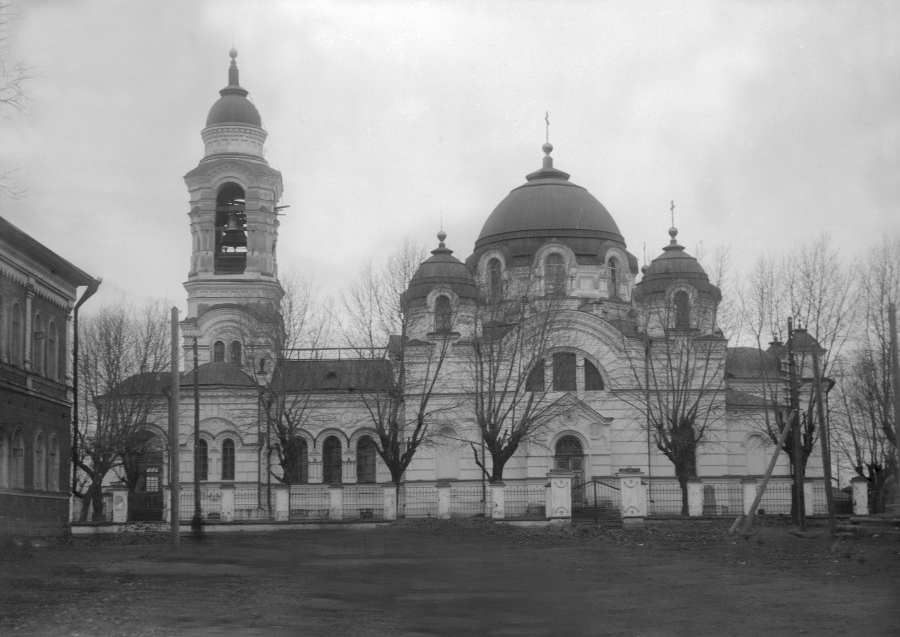
Введенская церковь в Нижнем Тагиле (1892—1894)
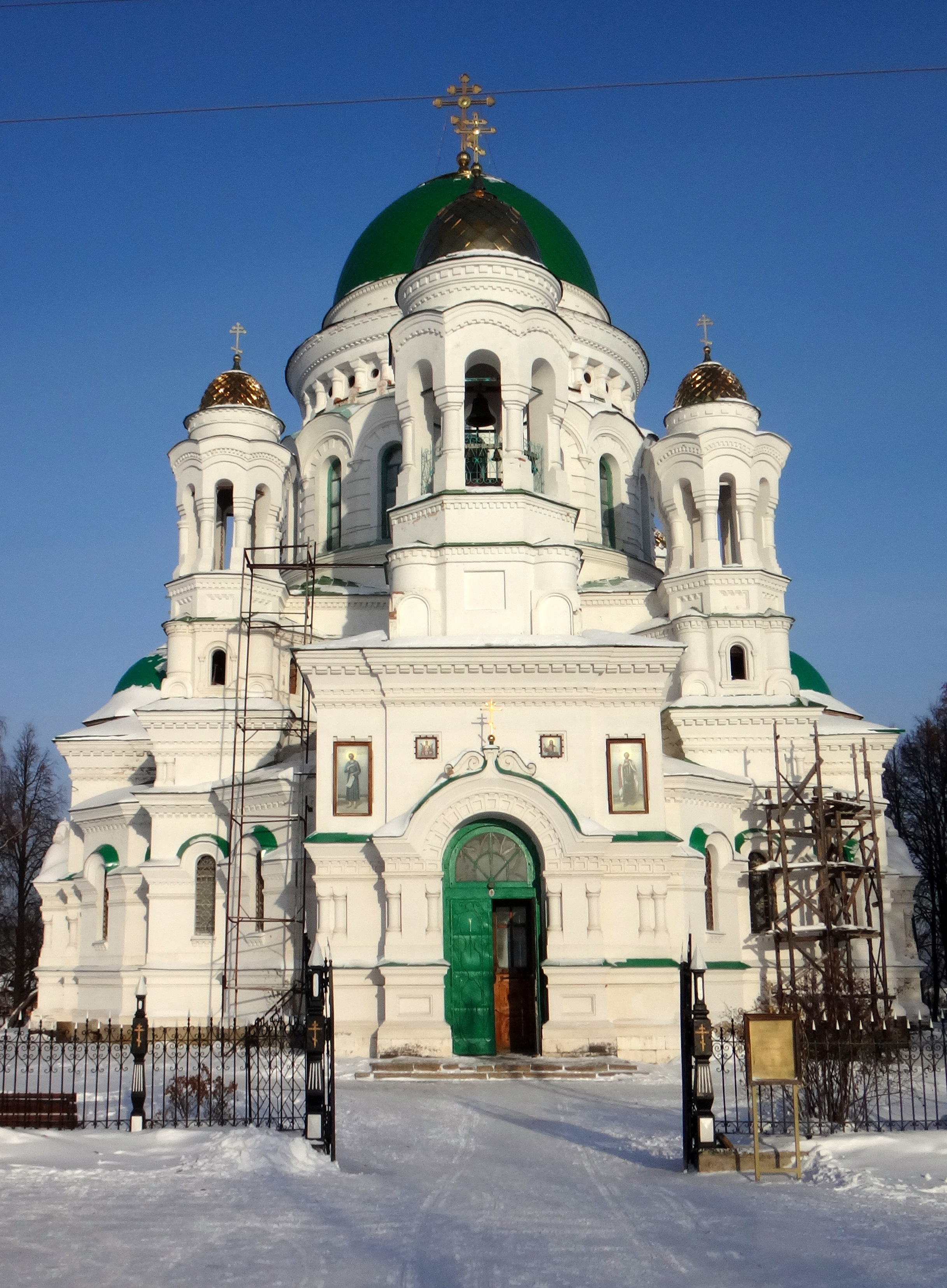
Храм Александра Невского в Нижней Салде
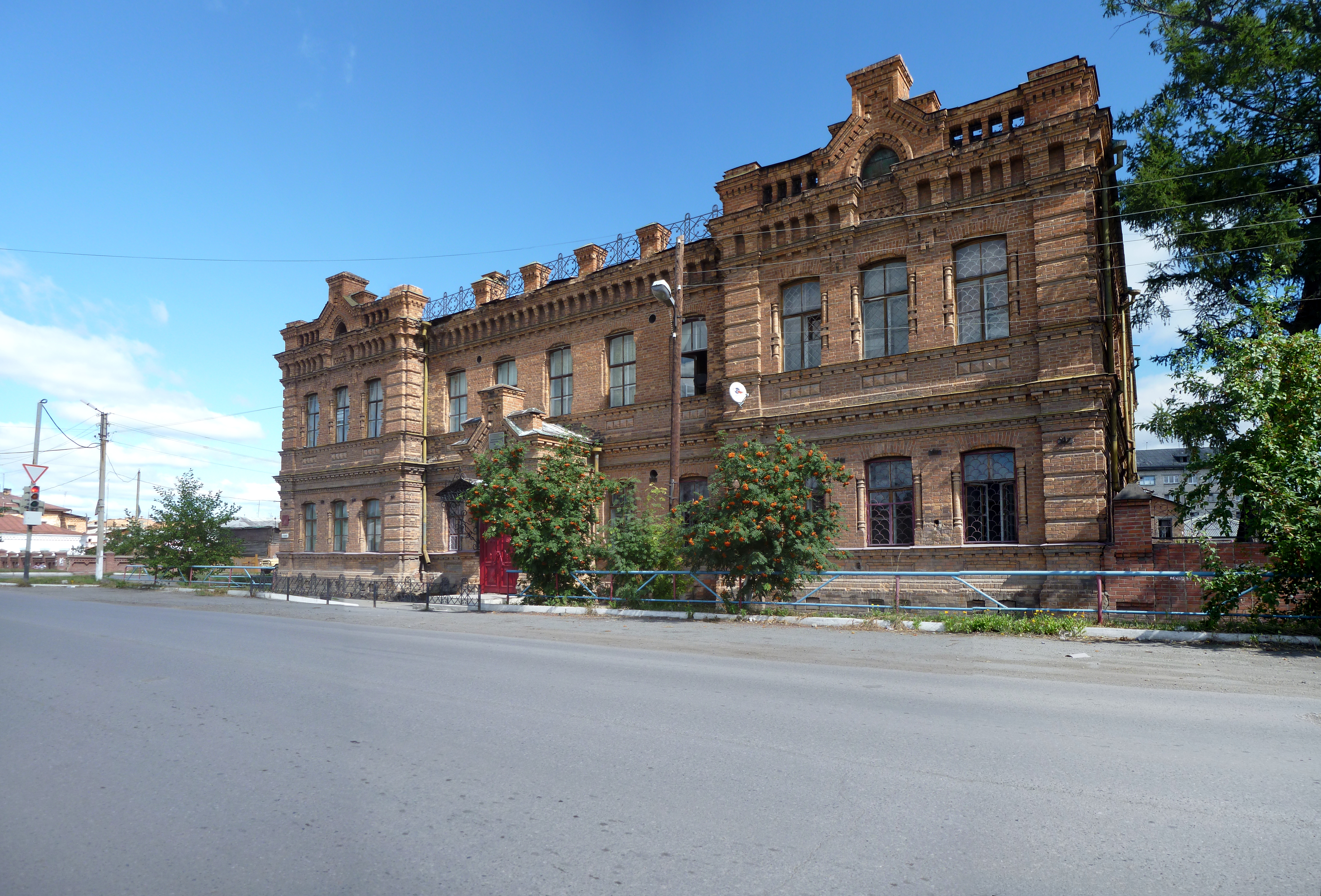
Здание мужской гимназии, Ирбит
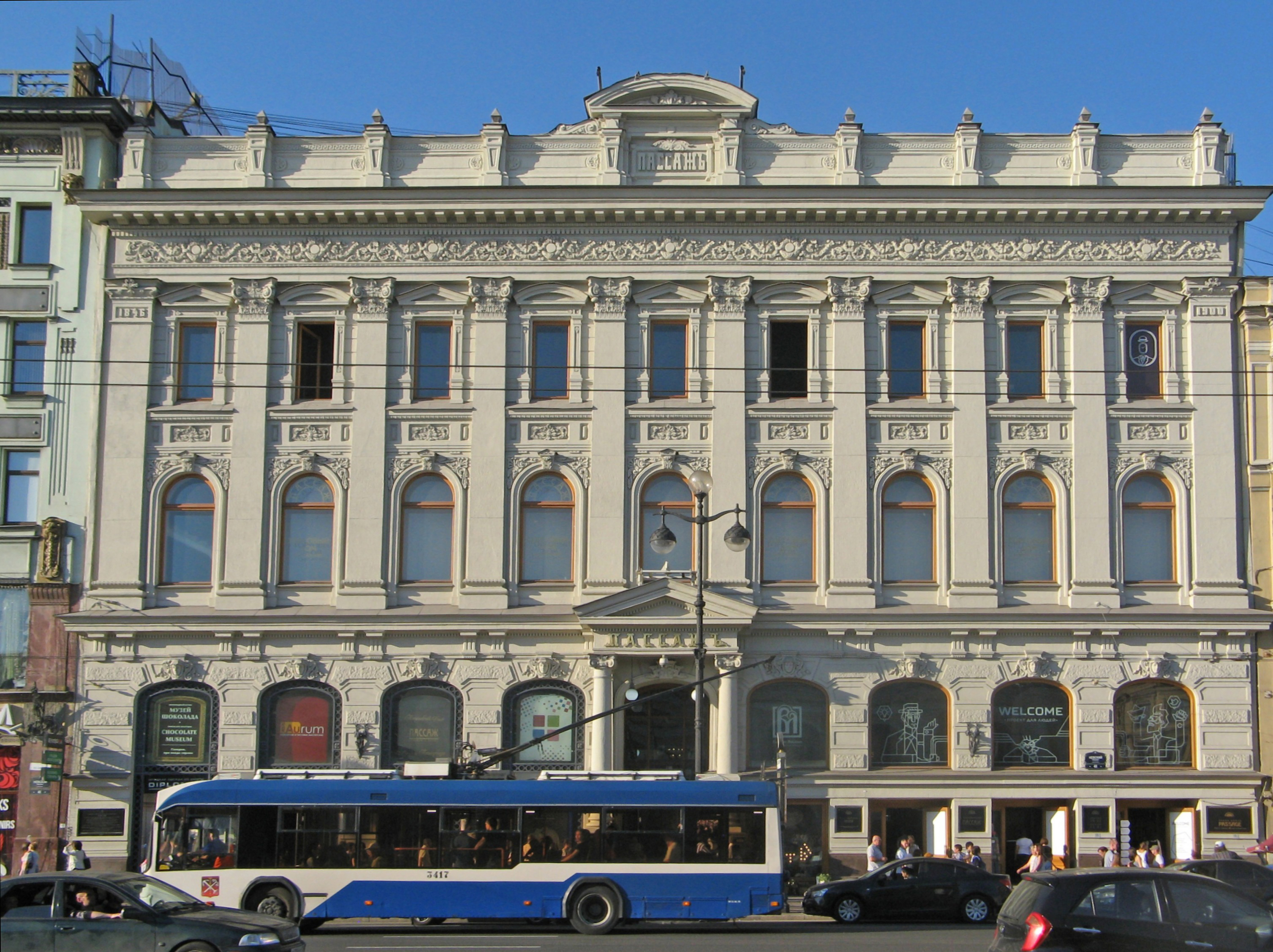
Здание Пассажа (1900)
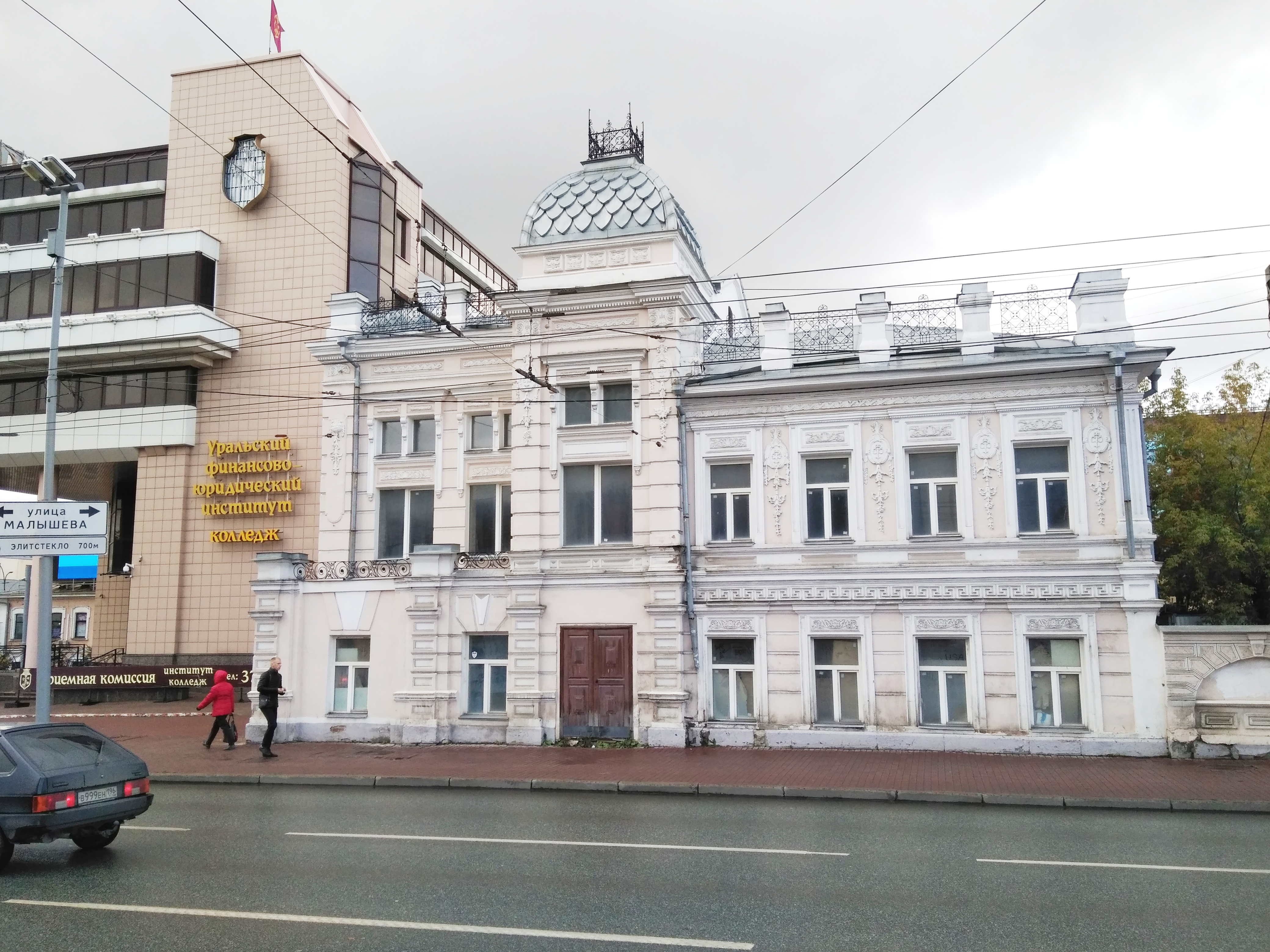
Особняк Ф. А. Переяславцева на Вознесенском проспекте (1894)
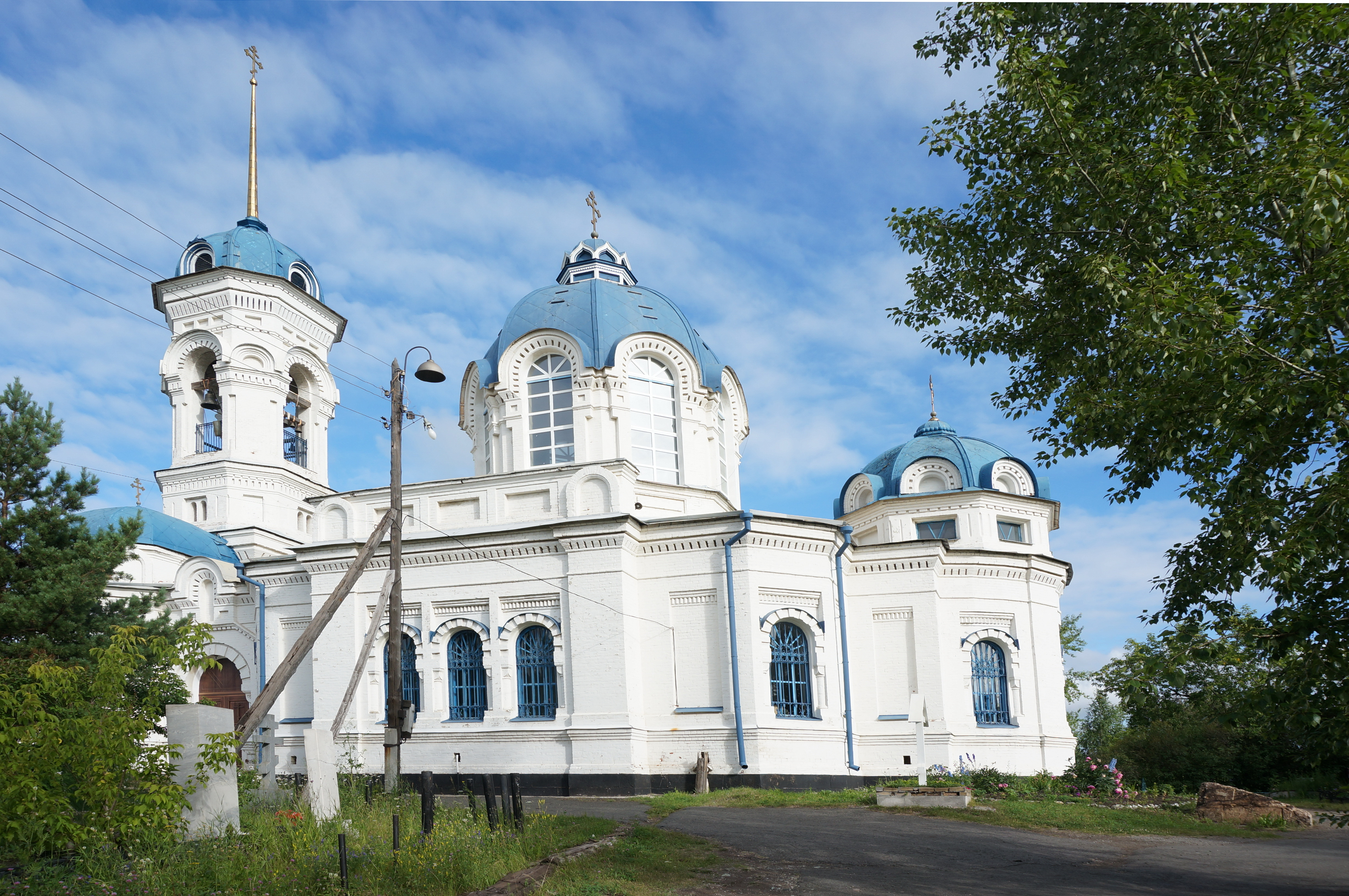
Церковь Иоанна Предтечи в городе Реж